# ماركوس ويليامسون
ماركوس ويليامسون (بالإنجليزية: Marcus Williamson)‏ هو صحفي بريطاني، ولد في 1965.